# Боби Прековачки
Драгиша С. Поповић (Гњилане, 8. август 1933), познатији по псеудониму Боби Прековачки, српски је књижевник и песник за децу. Његов рад је углавном везан за Алексинац, где живи и ради. Један је од оснивача Књижевног клуба Велимир Рајић и глумац и редитељ аматер, такође је био секретар алексиначког Црвеног крста и први библиотекар Библиобуса Библиотеке „Вук Караџић” Алексинац.

## Дела
За одрасле (као Драгиша С. Поповић)
- Замак љубави, 1969
- Ој, Мораво биначка - песме, 1979
- Огледало реке - поезија, 1996
- Робињица - хајдучица Злата, драма, 1999
- Хероји са Црнеља, 2002, Арс Либри
- Алексин хан, 2003, роман о настанку Алексинца
- Делиградски шанац, драма, 2006
- Марија бела госпођа (Бејаз-ханума), 2009 - роман заснован на легендима о Алексинчанки Марији коју су отели Турци и чија је заслуга обнављање Цркве Светог Преображења у Пасјану
- Грех љубави, 2020
- Зумрета, роман, 2020

За децу (као Боби Прековачки)
- Срећни славуј - дечије песме, 1979
- Звездано небо - песме за децу, 1995
- Од медине њушке до осе и крушке - песме за децу, 1997
- Разиграни месеци - песме за децу, 1998
- Каже Коста да је доста - песме за децу, 2001
- Доживљаји једног Манојле - једночинке, 2002
- Верни другови - песме за децу, 2009

## Извори
1. ↑  „Боби Прековачки”. Српски лако (на језику: српски). 2020-07-30. Приступљено 2025-05-26.
2. ↑  „Боби Прековачки”. Кобис.